# Arthur Hallam
Pour les articles homonymes, voir Hallam.
Arthur Henry Hallam (1er février 1811 – 15 septembre 1833) est un poète anglais, surtout connu pour avoir inspiré l'une des œuvres majeures de son grand ami, le poète Alfred Tennyson. Hallam fut décrit comme le « jeune homme fatal » de sa génération.

## Biographie
Arthur Hallam est né à Londres, fils de l'historien Henry Hallam. Il étudia au Eton, où il fit la connaissance du futur Premier ministre du Royaume-Uni William Gladstone. Ils furent de bons amis jusqu'au départ d'Hallam pour l'Italie au moment où Gladstone s'inscrivit à l'université d'Oxford.
Hallam est enterré dans la St. Andrew's Church de Clevedon, dans le Somerset.